# Кобаяси Исса
Кобаяси Исса (яп. 小林一茶, также известен как Ятаро (яп. 弥太郎, Ятаро:; 15 июня 1763 — 5 января 1828) — японский поэт, мастер хайку.

## Биография
Родился в деревне Касивабара провинции Синано (ныне провинция Синаномати, префектура Нагано), получив имя Кобаяси Нобуюки. Его отец, овдовевший фермер, женился повторно, однако брак был несчастливым. На фоне неблагоприятной обстановки в семье, в возрасте 13 лет Исса уехал в Эдо (нынешний Токио) на заработки. Там, не оправдав ожиданий отца, надеявшегося увидеть сына преуспевающим торговцем или ремесленником, в возрасте 25 лет он начал изучать поэзию под руководством Мидзогути Сомару и Нирокуана Кобаяси Тику-а в школе Кацусика. Исса сделался профессиональным поэтом и, подобно другим своим собратьям, бродил по разным провинциям, зарабатывая на жизнь сочинением хайку. Со временем он получил покровительство Сэйби Нацумэ.
В тридцать девять лет он вернулся в родную деревню, где застал тяжело больного отца, вскоре скончавшегося на его руках. Началась мучительная и долгая тяжба с мачехой и младшим братом из-за наследства. Только через двенадцать лет, получив наконец свою долю, Исса (к тому времени ему было за пятьдесят) смог обзавестись семьей. Оставив Эдо, он поселился в деревне, обрабатывал небольшое поле и давал уроки хайку. У него родились дети — четыре сына и дочь, но все они умерли в малолетстве, а вскоре за ними последовала и любимая жена Кику. Исса никогда не забывал её, хотя женился еще дважды. Он скончался в 1828 году. Дочь Ята — единственный ребенок, продолживший его род, — родилась уже после его смерти.

## Творчество
Поэзия Исса отличается использованием личных мотивов, детской простотой, употреблением местных диалектов и диалоговых форм.
Из-под пера Кобаяси Исса появилось на свет более 20000 стихотворений хокку и огромное количество рисунков в стиле хайга. Наиболее известными опубликованными сборниками его произведений являются «Дневник смерти моего отца» и «Моя весна».

## В литературе
- Знаменитое хокку  «Улитка» дало название повести братьев Стругацких «Улитка на склоне».
- «Ползи, улитка!» — название одного из стихотворных сборников (2004) русского поэта Вечеслава Казакевича, живущего в Японии.